# Rucentra melancholica
Rucentra melancholica är en skalbaggsart som beskrevs av Schwarzer 1931. Rucentra melancholica ingår i släktet Rucentra och familjen långhorningar. Inga underarter finns listade i Catalogue of Life.